# Wolfram Felix Körner
Wolfram „Felix“ Körner (* 1920; † 5. Oktober 1998) war ein deutscher Autor, Verleger und Funkamateur. Sein Amateurfunkrufzeichen lautete DL1CU.

## Leben
Wolfram Körner wurde kurz nach dem Ersten Weltkrieg in Schwaben geboren. Von klein auf war er von der damals hochmodernen Radiotechnik fasziniert und trat noch als Schüler in den Deutschen Amateur-Sende- und Empfangsdienst (DASD) ein, einen Vorläufer des heutigen Deutschen Amateur-Radio-Clubs (DARC). Im Jahr 1936 erhielt er die Hörernummer DE 3559. Damit war er offiziell registrierter Empfangsamateur, durfte aber nicht senden. Er funkte dennoch und nutzte dazu das unlizenzierte Rufzeichen D4DXN. Dabei wurde der 17-Jährige erwischt und 1937 aus dem DASD ausgeschlossen.
Nach dem Krieg war er einer der Ersten, die schon 1945 wieder illegal sendeten, obwohl die Alliierten ein striktes Amateurfunkverbot im besetzten und geteilten  Nachkriegsdeutschland verhängt hatten. Dabei nutzte er Phantasie-Rufzeichen wie D3LMA, dessen Suffix nicht nur von Eingeweihten als Schwäbischer Gruß erkannt wurde. Ein Jahr später gab es QSOs mit OMs aus dem SAC (ein informeller Amateurfunkverein namens „Samstagabendclub“) auch unter den (ebenfalls illegalen) Rufzeichen D4GAX und D3AHA sowie später DA1AR. Am 17. August 1946 gehörte er zu den Gründungsmitgliedern des ersten, noch regionalen, deutschen Amateurfunkvereins nach dem Krieg, des Württemberg-Badischen Radioclubs (WBRC). Dieser wurde damals in Stuttgart in Anwesenheit von etwa 500 Personen, darunter Vertretern der amerikanischen Militärregierung, gegründet. Weitere Gründungsmitglieder waren Jörg Ißler, DL1CT, und Kurt Schips, DL1DA.
Dies wurde von den Funkamateuren im gesamten Nachkriegsdeutschland mit Erleichterung und Dankbarkeit aufgenommen, denn so gab es erstmals wieder eine Ansprechstelle, an die man sich wenden konnte. Unter anderem diente das hier betriebene Büro eine Zeit lang als zentrale deutsche QSL-Kartenvermittlungsstelle. Ab Oktober 1946 gab Körner eine erste Nachkriegszeitschrift für Funkamateure heraus: Im DIN A5-Format erschien bis 1980 das heute legendäre QRV Amateur Radio. Im Mai 1948 wurde er eins der ersten Mitglieder im Distrikt Württemberg des DARC. Ferner organisierte er das Konstanzer Bodenseetreffen der Funkamateure.
Endlich, am 19. Januar 1949, nur wenige Monate vor Gründung der Bundesrepublik Deutschland, verabschiedete der damalige Wirtschaftsrat des Vereinigten Wirtschaftsgebietes, zuständig für die Bizone, ein Amateurfunkgesetz, das bis 1997 gültig blieb. Bereits am 23. März 1949 erhielt Körner sein langersehntes legales Amateurrufzeichen. Es war DL1CU. Ab 1951 wurde „seine“ Zeitschrift QRV mit der CQ des DARC zum DL-QTC zusammengelegt und in der Koerner’schen Druckerei und Verlagsanstalt gedruckt, die etwas später nach Gerlingen zog. Außer dieser Zeitschrift wurden in seinem Verlag auch schnell weitere Utensilien für Funkamateure hergestellt, wie QSL-Karten, Amateurfunkdiplome und Logbücher, sowie Amateurfunkliteratur aller Art verkauft. Auch das von Schips und Ißler verfasste Taschenbuch für den Funkamateur wurde hier gedruckt.
Er selbst schrieb eine Geschichte des Amateurfunks, in der er viele Geschichten und Erinnerungen alter Funkamateure festgehalten hat. Auch führte er selbst eine Reihe von DXpeditionen durch, so nach Vatikanstadt, Berg Athos, San Marino und nach Israel. Er blieb bis zum Ende immer kritisch, aktiv und rührig und besuchte weiterhin regelmäßig die HAM Radio am Bodensee – zum letzten Mal im Jahr 1998. Wolfram „Felix“ Körner hinterließ seinen Sohn Michael.

## Ehrungen
Im Jahr 2006 wurde er postum vom US-Amateurfunkmagazin CQ Amateur Radio in die CQ Amateur Radio Hall of Fame („CQ-Amateurfunk-Ruhmeshalle“) aufgenommen.

## Schriften (Auswahl)
- Geschichte des Amateurfunks, Koerner’sche Druckerei und Verlagsanstalt, Gerlingen, 1963, PDF; 123 MB.